# Aegir (Schiff, 1950)
Die Aegir war ein deutsches Fahrgastschiff, das allerdings zuletzt in Tschechien genutzt wurde.

## Geschichte
Das Schiff wurde 1950 auf der Schiffswerft Clausen in Oberwinter gebaut; der erste Eigner hieß Reuter. Unter dem Namen Aegir fuhr es von 1950 bis 1967 für die Reederei Milbert in Bad Godesberg. Dann wurde es an die Loreley-Linie Weinand in Kamp-Bornhofen verkauft und erhielt den Namen Sancta Maria. 1991 wurde das Schiff nach Bleckede verkauft und fuhr fortan unter dem Namen Elbaue. Am 2. Dezember 1996 wurde das Schiff an die Ruhr verkauft; der neue Heimathafen war Duisburg und das Schiff erhielt nun den Namen Salvator. Als Salvator durfte das Schiff laut Binnenschifferforum nur noch 180 Fahrgäste befördern; Dieter Schubert gab im Jahr 2000 aber noch eine maximale Fahrgastzahl von 240 an. Die Länge des Schiffes gab Schubert mit genau 25 Metern an, die Breite mit 5,08 Metern und den Tiefgang mit 0,9 Metern. Angetrieben wurde die Salvator laut Schubert von einem Motor mit 270 PS.
Am 1. April 2002 wechselte das Schiff erneut den Besitzer, da es für die Bedürfnisse der bisherigen Betreiber, der Atlas-Schiffahrt & Verlag GmbH in Duisburg, zu klein war. Aus der Salvator wurde nun die Stadt Schweinfurt. 2009 wurde das Schiff nach Tschechien verkauft, wo es zunächst den Namen Děčín erhielt, aber im Jahr 2010 umgetauft wurde. Als Ústí nad Labem – nach der Stadt Ústí nad Labem – war es bis 2019 im Einsatz. Es wurde dann ans Frachtterminal in Děčín-Loubi verlegt und im Jahr 2023 verschrottet.